# Descartesov list
Descartesov list je v geometriji algebrska krivulja, ki jo določa enačba tretje stopnje (v kartezičnih koordinatah):
{\displaystyle x^{3}+y^{3}-3axy=0\!\,.}
V polarnih koordinatah je enačba Descartesovega lista enaka:
{\displaystyle r={\frac {3a\sin \theta \cos \theta }{\sin ^{3}\theta +\cos ^{3}\theta }}\!\,.}
Parametrična oblika pa je:
{\displaystyle x={{3ap} \over {1+p^{3}}},\,y={{3ap^{2}} \over {1+p^{3}}}\!\,.}
Iz tega se vidi, da parameter {\displaystyle p\,} določa posamezne dele (veje) krivulje:
- p < -1 pripada spodnjemu, desnemu delu krivulje
- -1 < p < 0 pripada zgornjemu, levemu delu krivulja
- p > 0 pripada zanki krivulje

## Zgodovina
Prvi je krivuljo proučeval francoski filozof, matematik, fizik, učenjak in častnik René Descartes (1596 – 1650) v letu 1638. Descartes je izzval francoskega pravnika, matematika in fizika Pierra de Fermata (1601 – 1665), da bi našel tangento na krivuljo v poljubni točki, kar je ta tudi z lahkoto naredil. 

## Značilnosti
Descartesov list ima naslednje značilnosti:
- je osno simetričen glede na simetralo 1. in 3. kvadranta. Natančno dve točki ležita na simetrali. To je izhodišče in teme zanke.
- izhodišče koordinatnega sistema je dvojna točka krivulje.
- premica z enačbo {\displaystyle x+y+a=0\,} je  asimptota krivulje
- krivinski polmer v izhodišču je {\displaystyle {\frac {3}{2}}a\,}
- zanka ima površino {\displaystyle {\frac {3}{2}}a^{2}\,}. Enaka ploščina je tudi med asimptoto in krivuljo